# Auguste Laugel
Pour les articles homonymes, voir Laugel.
Antoine-Auguste Laugel, né à Hochfelden le 20 janvier 1830 et mort le 22 octobre 1914 dans le 8e arrondissement de Paris, est un ingénieur, administrateur, historien et philosophe français.
Élève de l'École polytechnique, puis ingénieur des mines chargé de la carte géologique et agricole d'Eure-et-Loir, il fut quelque temps secrétaire et confident du duc d'Aumale avant d'être nommé administrateur du chemin de fer Paris-Lyon-Méditerranée. Outre des articles dans diverses revues, telles que la Revue des deux Mondes, où il fit notamment un compte rendu de L'Origine des espèces de Charles Darwin en 1860, et au Temps, où il assura la chronique scientifique sous le nom de Vernier, il est l'auteur de nombreuses études historiques et philosophiques. Son œuvre a inspiré Camille Flammarion qui se réfère à lui dans Dieu dans la nature p. XII.
Il épouse le 14 juin 1854 à Paris -10e arr- Elizabeth Chapman fille de Mary Weston Chapman, abolitionniste et féministe américaine qui vécut à Paris et mobilisa pour la cause abolitionniste de nombreux français dont Auguste Laugel. 

## Principales publications
- Études scientifiques : le pôle Nord et les découvertes arctiques, le pôle austral et les expéditions antarctiques (1859) Texte en ligne
- Science et philosophie (1862)
- Les Problèmes de la nature, Éd. Germer Baillière, coll. «Bibliothèque de philosophie contemporaine» (1864) Texte en ligne
- Les États-Unis pendant la guerre (1861-1865) (1866) Texte en ligne
- La Voix, l'oreille et la musique d'après les travaux de M. Helmholtz (l867) Texte en ligne
- Les Problèmes de la vie, Éd. Germer Baillière, coll. «Bibliothèque de philosophie contemporaine» (1867)
- La voix : l'oreille et la musique, Éd. Germer Baillière, coll. «Bibliothèque de philosophie contemporaine» (1867)
- Les Problèmes de l'âme, Éd. Germer Baillière, coll. «Bibliothèque de philosophie contemporaine» (1968)
- L'Optique et les arts, Éd. Germer Baillière, coll. «Bibliothèque de philosophie contemporaine» (1869)
- Italie, Sicile, Bohême : notes de voyage (1872) Texte en ligne
- L'Angleterre politique et sociale (1873)
- Les Problèmes, Éd. Germer Baillière, coll. «Bibliothèque de philosophie contemporaine» (1873)
- Grandes Figures historiques : Guillaume d'Orange. Jean de Barneveld. Un fondateur de la monarchie belge : Sylvain Van de Weyer. Les Confessions de John Stuart Mill. Le dernier des fédéralistes américains : Josiah Quincy. Un homme d'État américain : Charles Sumner (1875)
- Lord Palmerston et lord Russel (1876)
- La France politique et sociale (1877)
- La Réforme au XVIe siècle, études et portraits (1881)
- Fragments d'histoire : Philippe II, Catherine de Médicis, Coligny, don Juan d'Autriche, Alexandre Farnèse, Gustave-Adolphe et Richelieu (1886)
- Henry de Rohan, son rôle politique et militaire sous Louis XIII (1579-1638) (1889)
- Flammes et cendres (1912)